# Кіровський сільський округ (Тайиншинський район)
Кі́ровський сільський округ (каз. Киров ауылдық округі, рос. Кировский сельский округ) — адміністративна одиниця у складі Тайиншинського району Північноказахстанської області Казахстану. Адміністративний центр — село Кірово.
Населення — 963 особи (2021; 1523 у 2009, 2492 у 1999, 3768 у 1989).
Станом на 1989 рік існували Ільїчівська сільська рада (села Агроном, Ільїч) та Кіровська сільська рада (села Восточне, Кірово, Мирне, Трудове). Села Восточне, Мирне, Трудове було ліквідовано 2024 року.

## Склад
До складу округу входять такі населені пункти:
| Населений пункт | Старі назви | Населення, осіб (1989) | Населення, осіб (1999) | Населення, осіб (2009) | Населення, осіб (2021) |
| --------------- | ----------- | ---------------------- | ---------------------- | ---------------------- | ---------------------- |
| Агроном, село   | -           | 270                    | 207                    | 172                    | 99                     |
| Восточне, село  | -           | 312                    | 191                    | 110                    | 14                     |
| Ільїч, село     | -           | 1299                   | 780                    | 511                    | 366                    |
| Кірово, село    | -           | 1404                   | 990                    | 680                    | 480                    |
| Мирне, село     | -           | 370                    | 257                    | 19                     | 1                      |
| Трудове, село   | -           | 113                    | 67                     | 31                     | 3                      |